# Fright Night (1947)
Fright Night é um filme curta metragem estadunidense de 1947 do gênero comédia, dirigido por Edward Bernds. Foi o 98º de um total de 190 da série com os Três Patetas realizada entre 1934 e 1959 pela Columbia Pictures. Foi o primeiro filme de Shemp Howard, retornando ao seu papel de terceiro Pateta e substituindo o seu irmão, Curly Howard.

## Enredo
O Três Patetas são os treinadores de um musculoso boxeador chamado Chopper Kane (Dick Wessel), um vagabundo preguiçoso que prefere ler revistas do que trabalhar. Um Shemp relutante, então, entra no ringue para treinar com Chopper. Mas os meninos são confrontados com um dilema -  um gangster (Tiny Brauer) e mais um par de caras durões, os avisa que Chopper deve perder a luta, senão...
Assim, os Patetas enganam Chopper, usando Kitty (Claire Carleton), a namorada do Larry e alimentando-o com muita comida. Tudo está funcionando muito bem, até a noite da luta contra o Gorila Watson. Ele fica preso com Moe e quebra sua mão contra a parede. A luta é cancelada e os caras durões levam os Três Patetas para uma carona. Eles terminam em um armazém e depois de uma perseguição frenética, Shemp consegue derrotar os bandidos após  bater neles um por um, com a ajuda de bolas de naftalina.